# Bruce Coville
Pour les articles homonymes, voir Coville.
Bruce Coville (/ˈkoʊvəl/), né le 16 mai 1950 à Syracuse dans l'État de New York aux États-Unis, est un écrivain de science-fiction pour enfants.

## Biographie
Bruce Coville est né le 16 mai 1950 a Syracuse a New York. Il a grandi a la champagne et a réalisé qu'il était bisexuel pendant son adolescence. 

## Carrière littéraire
Sa première publication fut The Foolish Giant. Il est surtout connu pour sa tétralogie Mon prof est un extraterrestre.
Bruce Coville est principalement l'auteur de science fiction pour les enfants. Ses ouvrages sont surtout des romans de fantaisie satyrique. 
Bruce Coville a reçu en 2000 le Prix E. E. Smith Memorial.